# 1844 (numero)
Milleottocentoquarantaquattro (1844) è il numero naturale dopo il 1843 e prima del 1845.

## Proprietà matematiche
- È un numero pari.
- È un numero composto da 6 divisori: 1, 2, 4, 461, 922, 1844. Poiché la somma dei suoi divisori (escluso il numero stesso) è 1390 < 1844, è un numero difettivo.
- È un numero felice.
- È esprimibile in un solo modo come somma di due quadrati: 1844 = 1444 + 400 = 382 + 202.
- È un numero congruente.
- È un numero intoccabile.
- È un numero malvagio.
- È parte delle terne pitagoriche  (1044, 1520, 1844), (1383, 1844, 2305), (1844, 212517, 212525), (1844, 425040, 425044), (1844, 850083, 850085).

## Astronomia
- 1844 Susilva è un asteroide della fascia principale del sistema solare.

## Astronautica
- Cosmos 1844 è un satellite artificiale russo.